# Insurgència iraquiana

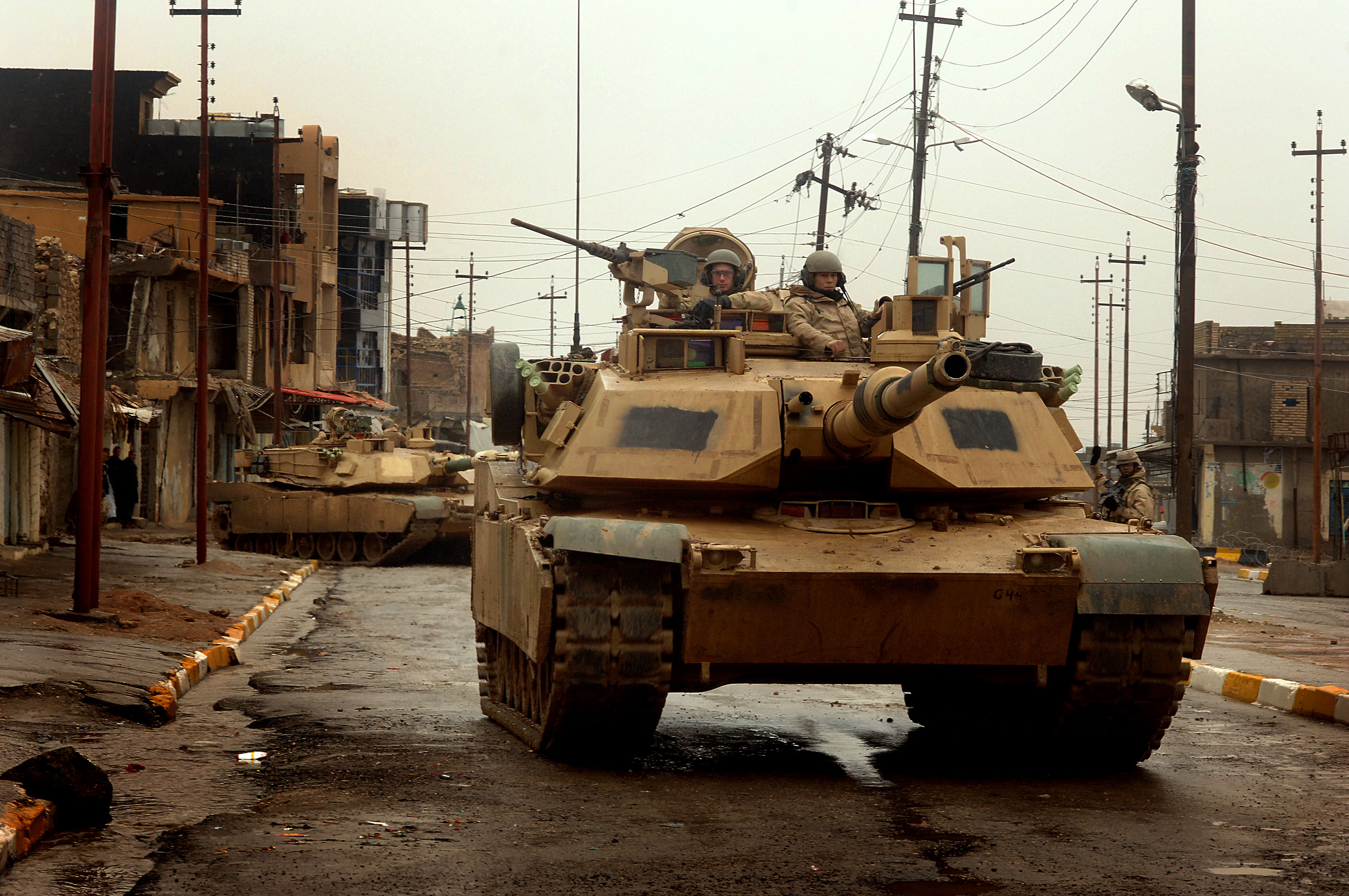
Els carros de combat U.S. M1 Abrams patrullant Tal Afar, mentre els insurgents l'utilitzen com un punt d'escena per als atacs de la Guerra de l'Iraq

La insurrecció iraquiana es compon d'una barreja diversa de milícies, combatents estrangers, unitats iraquianes o barrejades que s'enfronten als Estats Units que dirigeix la força internacional a l'Iraq i, des del 2003, al govern iraquià, o a la seva propaganda o els seus diners de suport. La lluita apareix tant en els conflictes armats amb els Estats Units i la coalició armada internacional, com amb violència sectària entre els diferents grups ètnics de la població. Els insurgents estan involucrats en una guerra asimètrica i una guerra de desgast contra el govern iraquià recolzat pels EUA i les forces dels EUA, mentre que realitzen també tàctiques coercitives contra rivals o altres milícies.